# Saint-Maurice-des-Champs
Saint-Maurice-des-Champs è un comune francese di 65 abitanti situato nel dipartimento della Saona e Loira nella regione della Borgogna-Franca Contea.

## Società

### Evoluzione demografica
Abitanti censiti